# Виктор и Валентино
„Виктор и Валентино“ (на английски: Victor and Valentino) е американски анимационен сериал, създаден от Диего Молано за Картун Нетуърк. Той е продуциран от Картун Нетуърк Студиос. Премиерата на сериала е излъчена на 30 март 2019 г. и приключва на 26 август 2022 г.

## В България
В България сериалът започва излъчване по локалната версия на Картун Нетуърк на 28 октомври 2019 г.

### Нахсинхронен дублаж
| Роля          | Изпълнител            |
| ------------- | --------------------- |
| Виктор        | Виктор Иванов         |
| Валентино     | Константин Каракостов |
| Баба Чата     | Татяна Захова         |
| Дон Халапеньо | Георги Спасов         |
| Росита        | Елена Грозданова      |
| Андреас       | Стелиан Радев         |
| Гулиермо      | Сотир Мелев           |
| Шарлийн       | Татяна Етимова        |
| Густаво       | Симеон Дамянов        |

| Обработка           | студио „Про Филмс“ |
| ------------------- | ------------------ |
| Режисьор на дублажа | Виктор Иванов      |
| Превод              | Лора Станоева      |